# بادي ليتش
بادي ليتش (بالإنجليزية: Buddy Leach)‏ هو فلاح وشخصية أعمال ومحامي وسياسي أمريكي، ولد في 30 مارس 1934 بليسفيل في الولايات المتحدة. حزبياً، نشط في الحزب الديمقراطي. انتخب عضو مجلس نواب لويزيانا وانتخب عضو مجلس النواب الأمريكي.